# توسکانا اروپورتی
توسکانا اروپورتی (انگلیسی: Toscana Aeroporti) شرکت هوانوردی ایتالیایی است، که در سال ۲۰۱۵ تأسیس شد.